# Anax immaculifrons
Anax immaculifrons е вид водно конче от семейство Aeshnidae. Видът е незастрашен от изчезване.

## Разпространение
Разпространен е в Афганистан, Бангладеш, Виетнам, Гърция (Егейски острови), Индия, Иран, Кипър, Китай (Гуандун и Хайнан), Непал, Пакистан, Тайланд, Турция, Хонконг и Шри Ланка.

## Описание
Популацията на вида е стабилна.